# سوزان جين تانر
سوزان جين تانر (بالإنجليزية: Susan Jane Tanner)‏ هي مغنية وممثلة بريطانية، ولدت في القرن العشرين.

## وصلات خارجية
- سوزان جين تانر على موقع IMDb (الإنجليزية)
- سوزان جين تانر على موقع ميوزك برينز (الإنجليزية)
- سوزان جين تانر على موقع قاعدة بيانات برودواي على الإنترنت (الإنجليزية)
- سوزان جين تانر على موقع ديسكوغز (الإنجليزية)
- سوزان جين تانر على موقع قاعدة بيانات الفيلم (الإنجليزية)
- سوزان جين تانر على موقع كينوبويسك (الروسية)